# Тернопільсько-Зборівська архієпархія УГКЦ
Тернопільсько-Зборівська архієпархія — одна з греко-католицьких єпархій в Західній Україні, заснована 20 квітня 1993 року — як Тернопільська єпархія, у серпні 2000 року реорганізована в Тернопільсько-Зборівську єпархію, 22 грудня 2011 року (після проголошення Тернопільсько-Зборівської митрополії) отримала статус архієпархії.

## Історія

### Тернопільська єпархія
Тернопільська єпархія УГКЦ постала з початком національно-духовного відродження на теренах галицької і подільської земель, які були багаті численними храмами, монастирями і сиротинцями. Край має багатовікову традицію християнства, і вірні виховані у вірності своїй Церкві. Перші чотири десятиліття тернопільська земля була під духовною опікою великого Митрополита Андрея Шептицького, який неодноразово відвідував цей край — частину своєї Львівської митрополії.
Тернопільщина зростила для нашої Церкви Блаженнішого Патріарха Йосифа Сліпого, Владику мученика Григорія Хомишина, Владику Никиту Будку та багатьох інших. Для створення єпархії були всі підстави, але існували історичні перешкоди. Це красномовно підтверджують слова Глави греко-католицької Церкви Блаженнішого Кардинала Мирослава Івана Любачівського у день проголошення Тернопільської єпархії: «Сьогодні тут, у Тернополі, завершується ще один етап на шляху укладення нових структур УГКЦ після її виходу з підпілля». Отже, з виходом Української Греко-Католицької Церкви з підпілля Синод УГКЦ, що відбувся у травні 1992 року, з метою пліднішої душпастирської опіки над вірними ухвалив створити чотири нові єпархії.
Тернопільська єпархія заснована 20 квітня 1993 року на територіях, що належали до Львівської архієпархії та Івано-Франківської єпархії, правлячим архієреєм призначено владику Михаїла Сабригу (ЧНІ), якого було поставлено на престіл єпархії 17 жовтня 1993.
На той час Тернопільська єпархія включала в себе наступні райони: Тернопільський, Бучацький, Борщівський, Гусятинський, Заліщицький, Збаразький, Монастириський, Підволочиський, Теребовлянський, Чортківський, на основі яких було створено 16 деканатів (Тернопільський, м. Тернополя, Бучацький, Борщівський, Гусятинський, Заліщицький, Товстенський, Збаразький, Монастирський, Коропецький, Підволочиський, Теребовлянський, Чортківський, Великобірківський, Гримайлівський, Мельнице-Подільський).

### Зборівська єпархія
Зборівська єпархія заснована 13 липня 1993 року. Вона охоплювала 10 деканатів, займала частину Львівської і Тернопільської областей. Станом на 1996 рік в єпархії налічувалося 380 парафій, в яких проживало 374 279 вірних УГКЦ, працювало 230 катехитів і 162 священнослужителя. У духовних закладах, навчалося 95 питомців. Видавничий відділ випускав двомісячний журнал «Джерело Життя».
Владика Михаїл Колтун

### Тернопільсько-Зборівська єпархія
За рішенням Синоду Єпископів, який проходив у Бучачі в серпні 2000 року, створено дві нові єпархії — Стрийську і Сокальську — та реорганізовано «Тернопільську» і «Зборівську»: утворено Тернопільсько-Зборівську та Бучацьку єпархії.

### Тернопільсько-Зборівська архієпархія
22 грудня 2011 року в катедральному соборі Непорочного Зачаття Пресвятої Богородиці Тернополя під час Архієрейської Літургії Предстоятель Української Греко-Католицької Церкви Блаженніший Святослав (Шевчук) проголосив створення Тернопільсько-Зборівської митрополії УГКЦ. Тернопільсько-Зборівська єпархія отримала статус архієпархії. Першим Митрополитом Тернопільсько-Зборівським став Владика Василь (Семенюк), Єпарх Тернопільсько-Зборівський.

## Структура та діяльність єпархії
На території єпархії діють монастирі отців студитів, чини редемптористів, василіян, та францисканців східного обряду. Також є жіночі згромадження сестер служебниць, сестер, Пресвятої Родини, сестер милосердя св. Вінкентія, а також сестер василіянок.
За останніми статистичними даними архієпархія налічує близько 420 270 вірних, 417 парафій та 277 священиків.

### Зарваницький духовний центр
З кожним роком величнішою стає наша національна святиня — чудотворна Зарваниця, яка набирає значення відпустового місця. Її неодноразово відвідували ієрархи УГКЦ, достойники інших Церков, а також післанці Святішого Отця. Зокрема, у 1995 році, з нагоди акту віднови посвяти українського народу під Покров Пресвятої Богородиці, тут відбулася майже мільйонна проща.
Величним було святкування у Зарваниці ювілею Берестейської та Ужгородської уній. А в 2000 році тут було освячено величний собор із золотими куполами. Зарваниця поступово стає чинником об'єднання християн України.
У 2001 році відбувся Єпархіальний Собор «Церква і соціальні проблеми» Тернопільсько-Зборівської єпархії.

### Духовна семінарія ім. Патріарха Йосифа Сліпого
За роки діяльності Тернопільської єпархії офіційно утворилася (у 1978 році з благословення блаженної пам'яті Митрополита Володимира Стернюка) і продовжує формуватися та утверджувати себе Духовна семінарія ім. Патріарха Йосифа Сліпого.
Семінарія починалася з малого парафіяльного будинку, а зараз займає велику територію із сучасною інфраструктурою, побутом та компетентним викладацьким складом. З кожним роком навчання семінаристи набирають практичного досвіду і навичок духовного життя для майбутнього душпастирства через місії так катехизації на території Центральної, Східної та Південної України. Серед питомців семінарії є представники й інших єпархій. Багато випускників семінарії служать у єпархіях УГКЦ в Америці і Канаді та в Європі. Крім того, досить багато посланців отримують богословські знання у вищих духовних інституціях України і за кордоном.
При обласному інституті вдосконалення вчителів діють катехитичні курси, розраховані на чотири роки. У школах області ведуть проводиться катехизація учнів та студентів. Майже десятитисячним тиражем видається місячник нашої єпархії «Божий сіяч». Ведеться налагоджена співпраця із державними та приватними теле- та радіокомпаніями.

### Засоби масової інформації

#### Радіо «Світанок»
Засновано 3.03.2002 року. Веде передачі кожної суботи і неділі на радіохвилях FM-101.1. Основна тематика: пояснення Святого Письма, духовні бесіди, світ дитячої Біблії, проблеми сім'ї, молоді. Щонеділі o 8 годині транслюється Служба Божа з катедрального собору.

#### Газета«Божий сіяч»
Заснована в жовтні 1995 року управлінням Тернопільської єпархії Української Греко-Католицької Церкви. Виходить один раз на місяць, обсяг — один умовний друкований аркуш, тираж — 12000 примірників. Розповсюджується y Тернопільсько-Зборівській, Бучацькій єпархіях, та на Східній Україні. Крім того, через «Агентство Релігійної Інформації», що функціонує при Львівському радіо «Воскресіння», газета надсилається по всій Україні, a також y деякі зарубіжні країни через священиків діючих там греко-католицьких парафій (Польща, Італія, Англія, Німеччина, США, Канада, Бельгія, Австралія). Редактор о. Орест Глубіш.
Газета висвітлює теми релігійного життя своєї єпархії, усієї Греко-Католицької Церкви, актуальні богословські проблеми, публікує матеріали про так званий підпільний період, коли Церква зазнала переслідувань з боку атеїстичного режиму. Поміщає статті про моральне вдосконалення, сприяє розвитку екуменізму, налагодженню міжконфесійного діалогу. Завдяки дитячим, молодіжним сторінкам відображає відповідну тематику, катехизує дітей і дорослих. Під час видатних подій в житті Церкви і єпархії практикуються додаткові спеціальні номери. Цінним для газети є те, що її дописувачі і читачі— люди різного віку, соціального стану, освіти. У «Божому сіячі» виступають священики, миряни, вчені-богослови, науковці місцевих вузів, що підвищує духовно-інтелектуальний рівень газети.

### Єпархія та організації області
На території єпархії діють християнсько-мирянські та молодіжні організації, котрі тісно співпрацюють із Церквою. Зокрема це теренова організація «Українська молодь — Христова», яка є найактивнішою і найчисленнішою організацією і по суті генератором молодіжного християнського життя єпархії. Члени УМХ є ініціаторами різних заходів, котрими молоді християни намагаються привернути своїх ровесників, що стали на хибний шлях. Співпрацюють із Церквою такі молодіжні організації, як «Пласт», ТТМ «Відродження», фольклорний гурт «Вертеп» (м. Тернопіль), спортивно-патріотична організація «Тризуб» ім. Степана Бандери та інші. Значну просвітницьку роботу серед інтелігенції та вірних проводить Клуб греко-католицької інтелігенції, який виступає з ініціативами проведення пам'ятних академій, присвячених видатним діячам та знаменним подіям УГКЦ.

## Деканати
Станом на 31 грудня 2021 року Тернопільсько-Зборівська єпархія УГКЦ налічує 17 деканатів (протопресвітеріатів):
- Бережанський — декан о. Іван Хрептак;
- Великоберезовицький — декан о. Євген Кобильник;
- Великобірківський — декан о. Михайло Піняга;
- Великоглибочанський — декан о. Мирон Сачик;
- Залозецький — декан о. Михайло Підгородецький;
- Зарваницький — декан о. Володимир Топоровський;
- Збаразький — декан о. Михайло Паньків;
- Зборівський — декан о. Віталій Вовк;
- Козівський — декан о. Василь Баглей;
- Козлівський — декан о. Роман Гук;
- Микулинецький — декан о. Іван Зозуля;
- Озернянський — декан о. Михайло Джиджора;
- Підволочиський — декан о. Михайло Валійон;
- Саранчуківський — декан о. Володимир Люшняк;
- Теребовлянський — декан о. Іван Довгошия;
- м. Тернополя — Центральний — декан о. Віталій Козак;
- м. Тернополя — Східний — декан о. Роман Ваврух.

До створення Кам'янець-Подільської єпархії УГКЦ 11 грудня 2015 існували також Кам'янець-Подільський — декан о. Антон Федик і Хмельницький деканати — декан о. Іван Данкевич.